# James Caughey

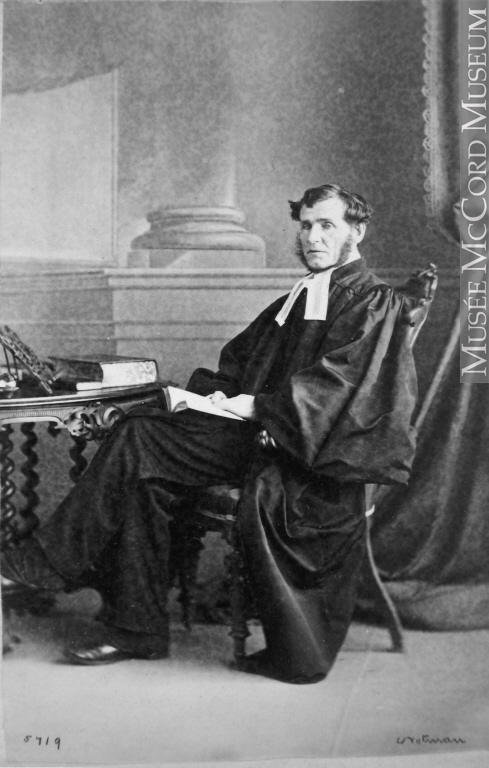
James Caughey em Montreal, Canadá, em 1863.

James Caughey (1810 – 1891) foi um pregador metodista e conhecido Holiness que influenciou no estabelecimento do Movimento Vida Superior.
De origem irlandesa, emigrou para os Estados Unidos, converteu-se ao protestantismo entre 1830-1831 pela onda evangelística da Santidade (Holiness),  foi ordenado presbítero na Igreja Metodista Episcopal, em 1836 e sua preparação deu-se pela prática campal, até ser ordenado ministro metodista. Teria passado por uma experiência de batismo pessoal do Espírito em julho de 1939.
Participou de campanhas de avivamentos no Canadá, sendo mais conhecido pelo seu trabalho na década de 1840 na Grã-Bretanha. Após sua fama como preletor, recebeu convites para ministrar na Inglaterra entre 1841-1847. Neste período recebeu o título de “rei dos pregadores do reavivalismo”. Notoriedade lhe é atribuída por ter sido quem pregou para a conversão de William Booth, um dos fundadores do Exército da Salvação.
Caughey foi quem iniciou a prática do “altar call”, o que hoje é praticado com pequeníssimas variações pelas igrejas pentecostais e neopentecostais como “convite público”. O convidado deveria levantar do banco de ouvinte e ir até o altar e sentar no banco dos penitentes. Era o reconhecimento, uma confissão, de velha vida de pecados, e aceitação e intenção de mudança para nova vida de santidade onde receberia o perdão dos pecados. Teria registrado a aceitação do convite de 20 mil pessoas que teriam aceitado a Cristo confessando serem pecadores indo ao banco dos penitentes em suas preleções na Inglaterra. Esta abordagem foi considerada humilhante por uma ala Metodista, uma exposição excessiva, ao criar uma sala de convertidos.
Sua fama na Inglaterra resultou em mais convites para pregar no nordeste dos Estados Unidos e Canadá. Voltou a convite para pregar na Inglaterra em 1857 e 1860.
Sua pregação dava “ênfase sobre a segunda obra da graça ou "inteira santificação"”, e é contado com Walter e Phoebe Palmer, como preletores de linha leiga que abriram “o caminho para a santidade e os movimentos pentecostais”.